# Lottie Ejebrant
Gunhild "Lottie" Ejebrandt (født 17. maj 1944) er en svensk skuespillerinde. Hun har for eksempel medvirket i film som Raggartøsen (1962), Selskabsrejsen (1980), Rasmus på farten (1981), Brødrene Mozart (1986) og Freud flytter hjemmefra (1991).

## Udvalgt filmografi
- Raggartøsen (1962)
- Hvad unge mænd har brug for (1966)
- Tre mand frem for en trold (1967, kun stemme)
- Mumidalen (tv-serie, 1973)
- Høstmanøvren (1979)
- Selskabsrejsen (1980)
- Rasmus på farten (1981)
- Mamma (1982)
- Brødrene Mozart (1986)
- Freud flytter hjemmefra (1991)
- Allis med is (tv-serie, 1993)
- Nya tider (tv-serie, 2001)
- Folk med angst (tv-serie, 2021)
- Gøta Kanal 4 (2022)